# Batara rayé
Thamnophilus doliatus
Espèce
Répartition géographique
Statut de conservation UICN

 LC  : Préoccupation mineure
Le Batara rayé (Thamnophilus doliatus) est une espèce de passereaux d'Amérique du Sud de la famille des Thamnophilidae.

## Répartition et sous-espèces
Selon la classification de référence du Congrès ornithologique international (15.1, 2025) il se répartit en douze sous-espèces :
- T. d. intermedius Ridgway, 1888 — de l'est du Mexique à l'ouest du Panama ;
- T. d. nesiotes Wetmore, 1970 — archipel des Perles ;
- T. d. eremnus Wetmore, 1957 — île Coiba ;
- T. d. nigricristatus Lawrence, 1865 — centre du Panama ;
- T. d. albicans Lafresnaye, 1844 — nord/ouest de la Colombie ;
- T. d. nigrescens Lawrence, 1867 — nord de la Colombie et nord-ouest du Venezuela ;
- T. d. tobagensis Hartert & Goodson, 1917 — Tobago ;
- T. d. doliatus (Linné, 1764) — de l'est de la Colombie à l'île de Marajó ;
- T. d. difficilis Hellmayr, 1903 — centre-est du Brésil ;
- T. d. capistratus Lesson, 1840 — est du Brésil ;
- T. d. radiatus Vieillot, 1816 — de l'est de l'Équateur au sud-est du Paraguay ;
- T. d. cadwaladeri Bond & Meyer de Schauensee, 1940 — sud-est de la Bolivie.

## Galerie

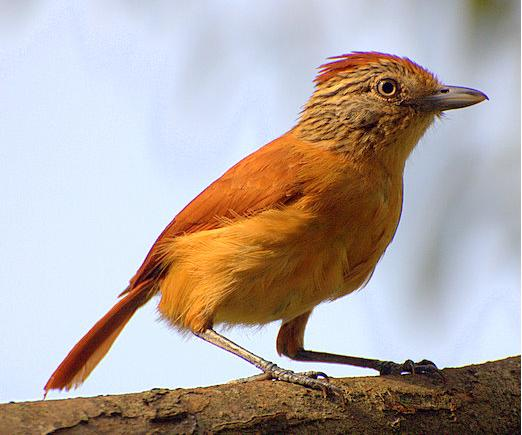
♀
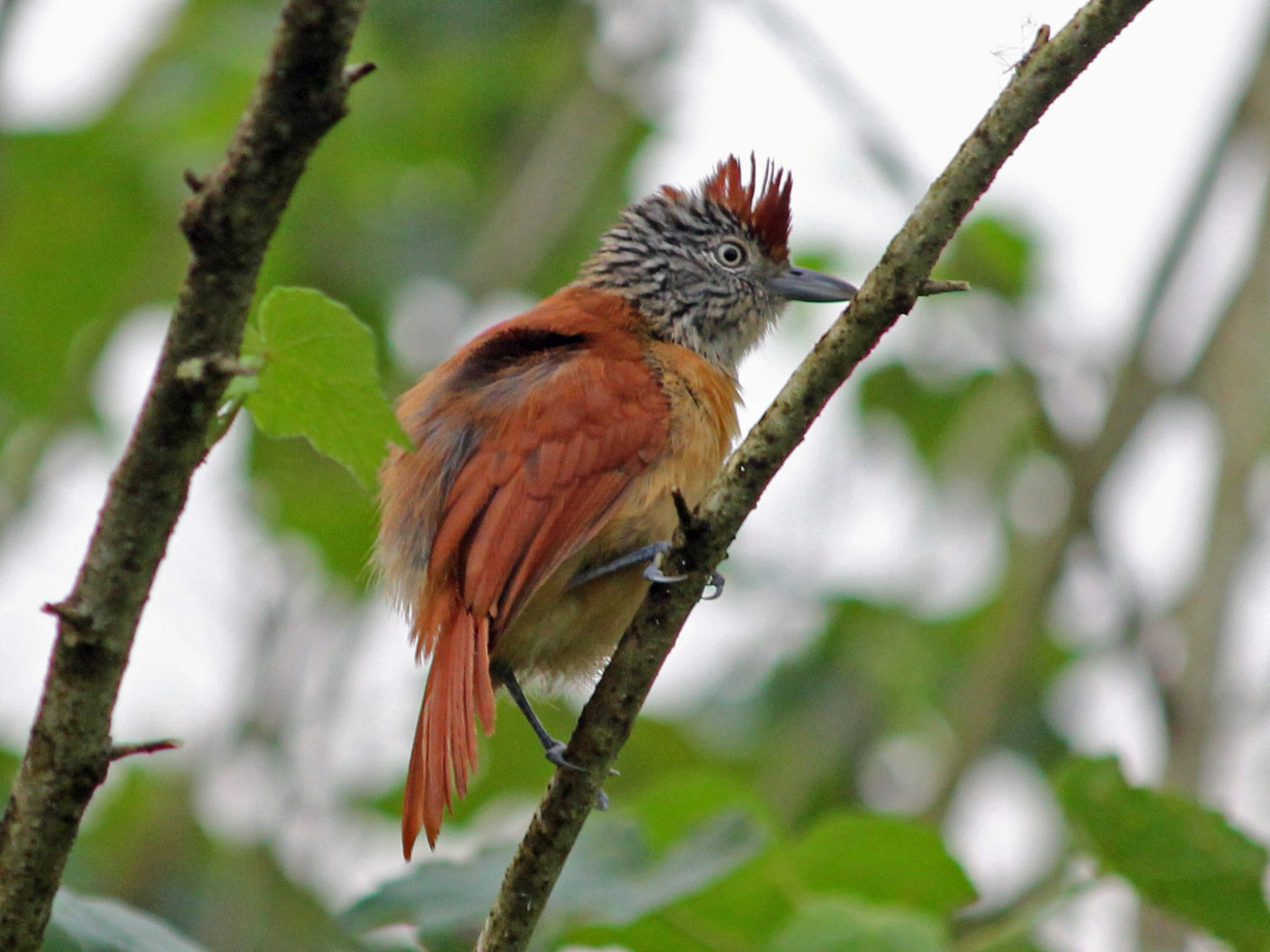
♀
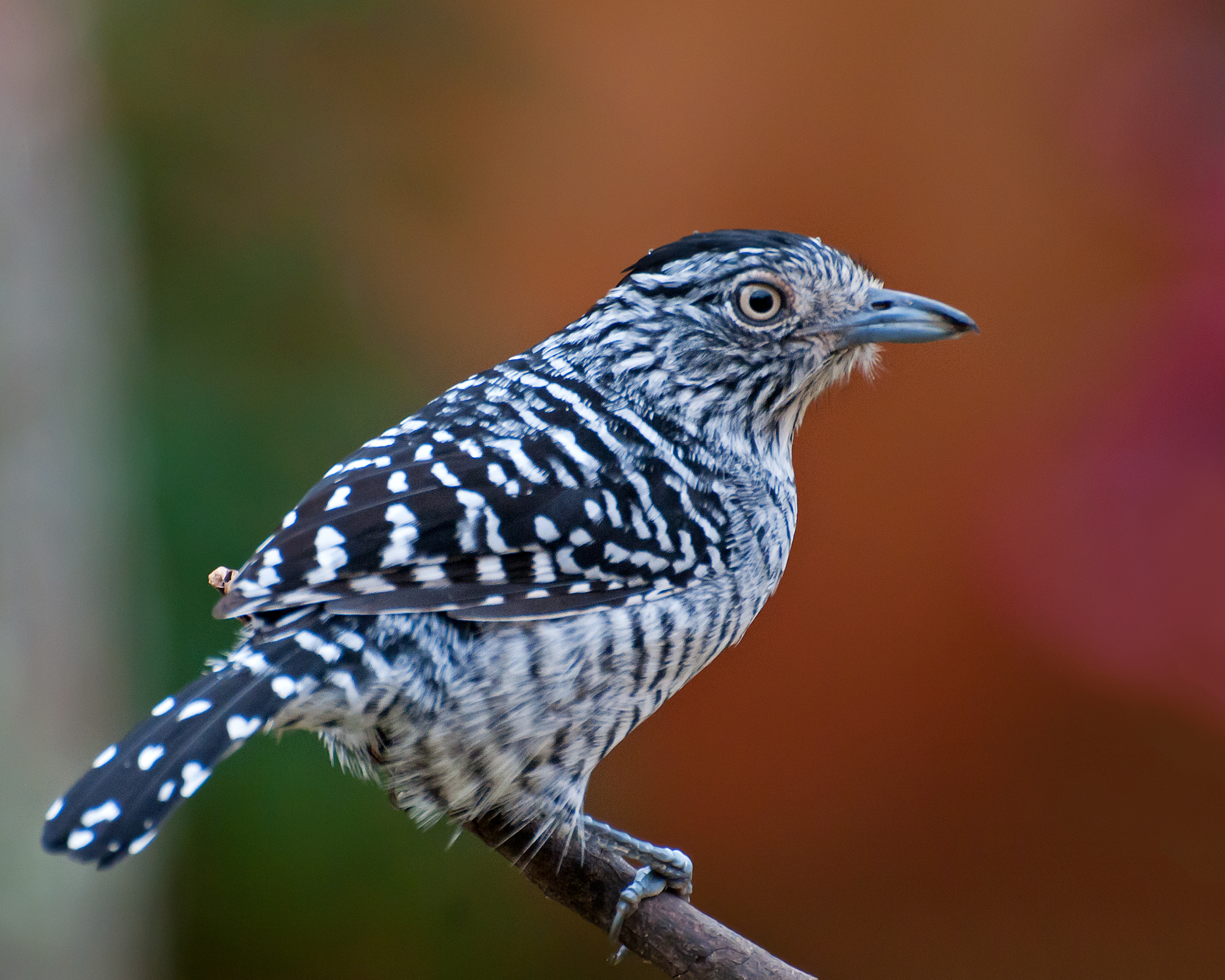
♂